# 片翼のクロノスギア
『片翼のクロノスギア』（かたよくのクロノスギア、KHRONOS GEAR）は、ジー・モード、アニメインターナショナルカンパニーとの共同完全オリジナルプロジェクト「片翼のクロノスギアプロジェクト」である。2012年4月24日に、OVAをアニメインターナショナルカンパニーが、ゲームとコミックをジー・モードが制作する3つのメディアをクロスオーバーしながら展開するメディアミックス作品を発表している。

## キャスト
- ムサシ＝ミヤモト：前野智昭
- ハルカ＝ササキ：矢作紗友里
- ジャンヌ＝サヤ：悠木碧
- リョウ＝サカモト：原由実
- カスガ＝ツボミ：田村ゆかり
- ナポ＝レオ：サエキトモ
- ギース＝ハーン：金光宣明
- フローレンス：根谷美智子
- 一休：中博史
- 生徒：アサコ、矢野正明

## ゲーム
「片翼のクロノスギアプロジェクト」のカードゲームを「Ameba」スマートフォン向けコミュニティプラットフォームにて2012年6月12日に配信された。ゲームで使用するカードイラストの一部を人気コミック作家が描きおろししている。

## OVA
2012年8月10日コミックマーケット82にて先行発売されたオリジナルビデオアニメ。2020年8月9日現在一般販売はされていない。

### スタッフ
- 監督：林宏樹
- キャラクターデザイン・総作画監督：牧野竜一
- 構成・シナリオ：J/R桜島液
- 美術設定：池田繁美（アトリエ・ムサ）
- 美術監督：川本亜夕（草薙）
- 色彩設計：大内綾
- 音響監督：亀山俊樹（グルーヴ）
- 音楽：ジー・モード
- アニメーション制作：AIC
- 製作：ジー・モード

## コミック
ジー・モードのwebコミック誌「COMIC メテオ」でのコミック化も2012年7月より連載。作家はさき千鈴。